# Lenda do Menino do Coro e a Sineira da Sé

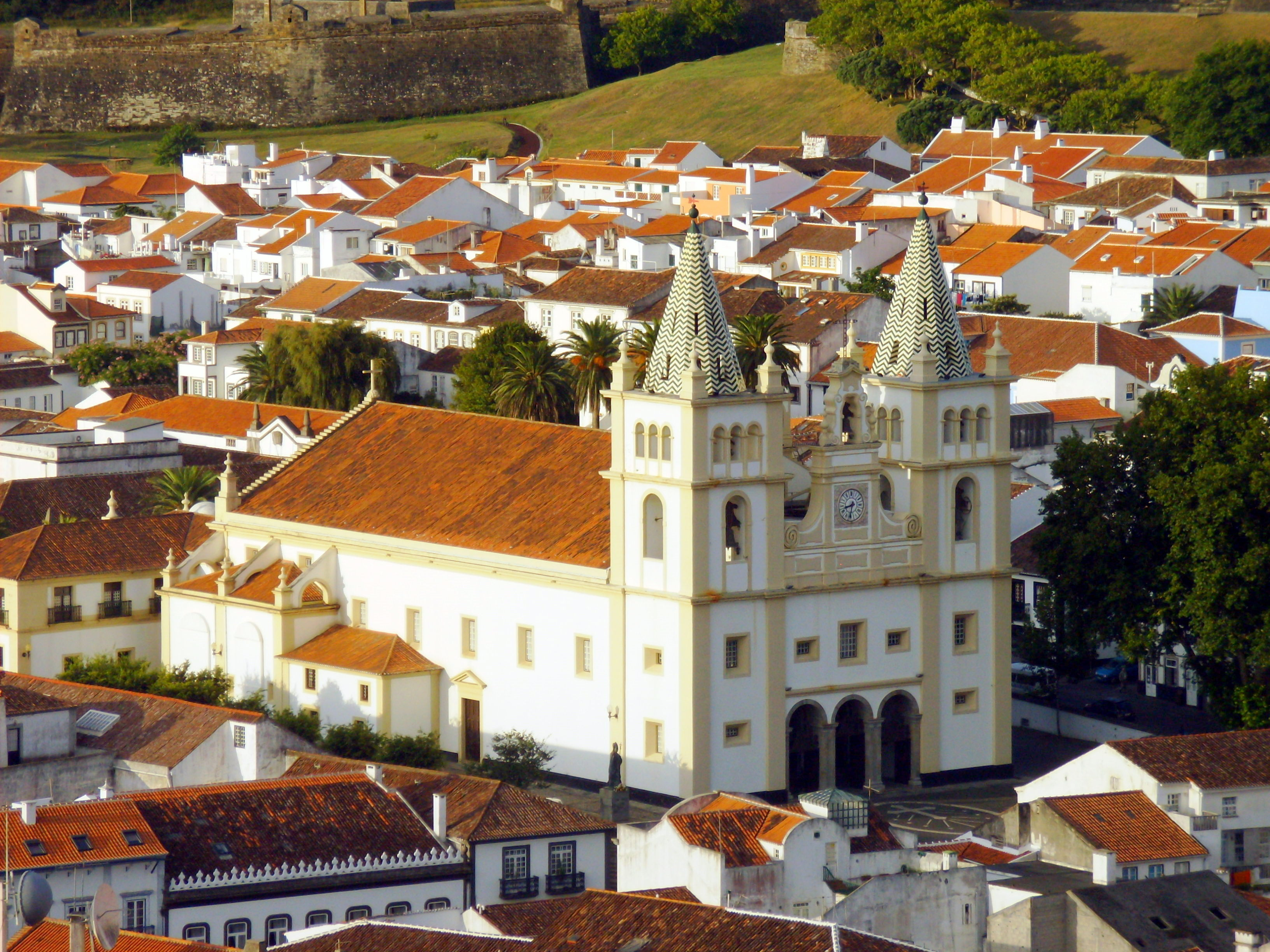
Igreja do Santíssimo Salvador da Sé, Angra do Heroísmo.

A Lenda do Menino do Coro e a Sineira da Sé é uma tradição oral da ilha Terceira, nos Açores. Liga-se à Sé Catedral dos Açores, que remonta ao século XVII.

## Lenda
No tesouro da igreja da Sé em Angra do Heroísmo existe uma exótica imagem de Santo António de Lisboa, em que este se encontra vestido como um menino do coro, representação pouco habitual.
Conta a lenda que um mestre da capela estava muito preocupado pois não conseguia a harmonia entre os seus pupilos e a festa seria para dali a poucos dias. Furioso, ameaçou bater a um aluno se este não começasse a entoar as músicas na forma correcta. Apavorada, a criança fugiu pela catedral até que, à procura de um lugar para se esconder, se encaminhou para as torres da igreja.
Mesmo ali não se sentiu seguro, e à procura de um melhor lugar para se esconder, começou a subir a íngreme escada em caracol que levava aos sinos e aos pináculos das torres. Quando lá chegou pôs-se à escuta e, provavelmente confundindo o barulho do vento com o barulho de passos, julgou ter ouvido o mestre da capela no seu encalço. Não pensando nas consequências, atirou-se do alto de uma das torres.
A criança foi salva por um vento divino que a sustentou no ar, usando a opa da função do coro como pára-quedas. Levado pelo vento, o menino voou por três ruas até ser depositado no telhado do Convento de Nossa Senhora da Esperança, onde foi recebido pelas freiras com grande espanto.
Para comemorar esta ação divina e o salvamento do filho, o pai da criança mandou então fazer a mencionada imagem de Santo António vestido de menino de coro, que durante muitos anos esteve exposta antes de dar entrada no tesouro da Sé Catedral dos Açores. O menino de cantor de coro passou a ser sacerdote na sua vida de adulto.